# Albuquerque
Albuquerque (výslovnost anglicky:  [ˈælbəkɜɹki]IPA, výslovnost španělsky:  [alβuˈkeɾke]IPA) je největší město státu Nové Mexiko na jihozápadě USA. Má přibližně 565 tisíc obyvatel (v aglomeraci přes 900 tisíc). Nachází se v okresu Bernalillo County v centrální části státu.
Město bylo založeno roku 1706 španělskými kolonizátory a dodnes si udržuje některé typické španělské kulturní prvky. V letech 2005 a 2006 se slavilo třísté výročí založení Albuquerque.
V Albuquerque se nachází Univerzita státu Nové Mexiko s Botanickou zahradou při Univerzitě státu Nové Mexiko, Státní laboratoře Sandia a Kirtlandova letecká základna. V západní části Albuquerque se rozprostírá pohoří Sandia, řeka Rio Grande protéká městem ze severu na jih. Podnebí je suché a slunečné, obvykle s méně než 300 milimetry srážek ročně.
Celý říjen se slaví Fiesta Internacional de Globos de Albuquerque, největší shromáždění horkovzdušných balonů na světě. Město bylo také několikrát dějištěm závodu o Pohár Gordona Bennetta v balonovém létání.

## Historie
Stará španělská čtvrť Albuquerque byla založena jako menší pevnost při obchodní cestě El Camino Real roku 1706 a rozvinula se jako zemědělská obec. Byla postavena v typickém španělském koloniálním stylu s centrálním náměstím obklopeným domy, správními budovami a kostelem. Tato stará čtvrť se dochovala a dnes slouží jako muzeum, kulturní místo a obchodní centrum.
Guvernér provincie Don Francisco Cuervo y Valdés udělil vesnici jméno „Alburquerque“ na počest Vévody z Alburquerque, místokrále Nového Španělska v letech 1702 až 1710. První „r“ se v angličtině během 19. století vytratila, ale starý pravopis je příležitostně stále používán.
V únoru 1862 během Americké občanské války bylo město krátce okupováno vojskem Konfederace pod vedením generála Henryho Hopkinse Sibleyho. Během svého ústupu do Texasu se Sibley 8. dubna 1862 opevnil v Albuquerque.
Když stavba železnice Atchison-Topeka-Santa Fe dorazila roku 1880 do města, nádraží a vozovna nebyly postaveny ve staré čtvrti, nýbrž několik kilometrů na východ od náměstí. Toto místo dostalo název „New Albuquerque“ nebo také „New Town“. Oblast kolem náměstí, „Old Town“, byla samostatná obec až do roku 1940.
New Albuquerque se brzy stalo prosperujícím městem, které mělo na přelomu 19. a 20. století již 8000 obyvatel a všechny vymoženosti moderní doby včetně tramvajové sítě spojující obě Albuquerque a nově založenou Univerzitu Nového Mexika. Roku 1902 byl vedle nové železniční stanice postaven známý hotel Alvarado. Stal se symbolem města až do roku 1970, kdy byl zbourán a nahrazen parkovištěm. V roce 2002 bylo na stejném místě postaveno Alvarado Transportation Center, které se má podobat dřívějšímu hotelu Alvarado.
Route 66, známá silnice spojující Chicago, Illinois a Santa Monica, Kalifornie, dorazila do Albuquerque roku 1926 a nedlouho potom začali přicházet první návštěvníci. Brzy bylo podél Fourth Street, kudy projížděla Route 66 městem, zbudováno mnoho motelů, restaurací a obchodů se suvenýry. V roce 1937 byla silnice přesunuta na Central Avenue, proto se většina budov z doby Route 66 nachází tam, ale několik jich můžeme najít i na Fourth Street.
Díky zbudování letecké základny a státních laboratoří v letech 1939 a 1949 mělo Albuquerque velký význam během Studené války. Rozrůstalo se a rozšiřovalo na východ a roku 1960 dosáhlo 200 000 obyvatel.
V průběhu 21. století populace Albuquerque nadále rychle rostla. Podle odhadů z roku 2020 mělo město 564 559 obyvatel, zatímco v roce 2009 to bylo 528 497 a při sčítání lidu v roce 2000 činila populace 448 607 obyvatel. V letech 2005 a 2006 město oslavilo své třísté výročí rozsáhlým programem kulturních akcí.
V letech 2002–2004 byla přijata strategie řízeného růstu (Planned Growth Strategy), která představovala dosud nejvýznamnější snahu o vytvoření udržitelného a vyváženého rozvoje města.
Expanze města je omezena ze tří stran – na severu Sandia Pueblo, na jihu Isleta Pueblo a Kirtlandova letecká základna, a na východě pohoří Sandia Mountains. Na západě však předměstská výstavba pokračuje rychlým tempem i za hranicemi národního památníku Petroglyph National Monument, který byl původně považován za přirozenou bariéru rozšiřování města.
Vzhledem k nižším cenám pozemků a nižším daním dochází k intenzivnímu růstu především v okolních oblastech mimo samotné město Albuquerque. Nejrychlejší nárůst obyvatel zaznamenávají Rio Rancho na severozápadě, východní oblasti za horami a také města v okrese Valencia, kde tempo růstu dosahuje téměř dvojnásobku oproti Albuquerque. Hlavními městy tohoto okresu jsou Los Lunas a Belen, kde vznikají nová průmyslová centra i obytné čtvrti. Naproti tomu horská městečka Tijeras, Edgewood a Moriarty, přestože se nacházejí v dojezdové vzdálenosti do Albuquerque, rostou podstatně pomaleji. Hlavními překážkami rozvoje jsou zde omezené zdroje vody a členitý terén.
Pro koordinaci rozvoje a zajištění potřeb rychle rostoucí populace regionu bylo vytvořeno Sdružení vlád Středního regionu (Mid Region Council of Governments, MRCOG), které zastupuje samosprávy podél středního toku řeky Rio Grande. Jeho klíčovým projektem je v současnosti železniční spojení New Mexico Rail Runner Express.

## Demografie
Podle sčítání lidu z roku 2020 zde žilo 564 559 obyvatel.

### Rasové složení
- 47,69 % Američané hispánského a latinskoamerického původu
- 37,72 % bílí Američané
- 2,95 % Afroameričané
- 4,46 % američtí indiáni
- 3,20 % asijští Američané
- 0,09 % pacifičtí ostrované
- 0,51 % jiná rasa
- 3,38 % dvě nebo více ras

## Vzdálenosti
- Dallas: 1038 km (645 mil)
- Denver: 716 km (450 mil)
- Phoenix, Arizona: 748 km (465 mil)
- Salt Lake City: 998 km (620 mil)

## Osobnosti města

### Rodáci
- Randy Castillo (1950–2002), americký bubeník, od roku 1999 člen Mötley Crüe[5]
- Sidney McNeill Gutierrez (* 1951), americký vojenský pilot, důstojník a astronaut[6]
- Jeff Bezos (* 1964), americký podnikatel, zakladatel obchodního portálu Amazon[7]
- Annabeth Gish (* 1971), americká herečka[8]
- Neil Patrick Harris (* 1973), americký herec, zpěvák a režisér[9]
- Nick Wechsler (* 1978), americký herec[10]
- Demi Lovato (* 1992), americká zpěvačka[11]
- Willow Shields (* 2000), americká herečka[12]

### Obyvatelé
- John Lewis (1920–2001), americký jazzový klavírista, člen skupiny Modern Jazz Quartet[13]
- John Davis (1921–1984), americký vzpěrač, mistr světa a dvojnásobný olympijský vítěz[14]
- Fred Saberhagen (1930–2007), americký spisovatel science fiction a fantasy literatury[15]
- Richard Mullane (* 1943), americký testovací pilot a astronaut[16]
- Jan Kerouac (1952–1996), americká spisovatelka, dcera Jacka Kerouaca[17]
- Janet Napolitanová (* 1957), americká právnička a politička, guvernérka Arizony, ministryně vnitřní bezpečnosti USA[18]
- Xzibit (* 1974), americký rapper[19]

## Partnerská města
Albuquerque má následující partnerská města:
- Sasebo, Japonsko (1966)
- Chihuahua, Mexiko (1970)
- Helmstedt, Německo (1983)
- Chua-lien, Tchaj-wan (1983)
- Guadalajara, Mexiko (1986)
- Ašchabad, Turkmenistán (1990)
- Lan-čou, Čína (1996)
- Alburquerque, Španělsko (2003)
- Rechovot, Izrael (2008)
- Lusaka, Zambie (2014)
- Charkov, Ukrajina (2023)